# Rialla villosa
Rialla villosa är en trollsländeart som först beskrevs av Jules Pièrre Rambur 1842.  Rialla villosa ingår i släktet Rialla och familjen skimmertrollsländor. Inga underarter finns listade i Catalogue of Life.